# (2017) Wesson
(2017) Wesson es un asteroide que forma parte del cinturón de asteroides y fue descubierto el 20 de septiembre de 1903 por Maximilian Franz Wolf desde el Observatorio de Heidelberg-Königstuhl, Alemania.

## Designación y nombre
Wesson recibió al principio la designación de A903 SC.
Más adelante se nombró en honor de Mary Joan Wesson Bardwell, esposa del astrónomo estadounidense Conrad M. Bardwell (1926-2010).

## Características orbitales
Wesson está situado a una distancia media del Sol de 2,252 ua, pudiendo acercarse hasta 1,832 ua y alejarse hasta 2,672 ua. Tiene una excentricidad de 0,1866 y una inclinación orbital de 4,861 grados. Emplea 1234 días en completar una órbita alrededor del Sol.

## Características físicas
La magnitud absoluta de Wesson es 12,78 y el periodo de rotación de 3,416 horas.